# Bergbetningen
Bergbetningen este o arie protejată (arie specială de conservare — SAC, sit de importanță comunitară — SCI) din Suedia întinsă pe o suprafață de 6,4 ha, integral pe uscat.

## Localizare
Centrul sitului Bergbetningen este situat la coordonatele 57°39′47″N 18°19′34″E / 57.663°N 18.3261°E.

## Înființare
Situl Bergbetningen a fost declarat sit de importanță comunitară în iulie 2000 pentru a proteja un număr necunoscut de specii din flora spontană și fauna sălbatică aflate în arealul zonei. Situl a fost protejat și ca arie specială de conservare în martie 2011.

## Biodiversitate
Situată în ecoregiunea boreală, aria protejată conține 2 habitate naturale: Pante stâncoase calcaroase cu vegetație casmofită, Taiga vestică.
La baza desemnării sitului se află un număr nedeclarat de specii protejate.